# Hood unit

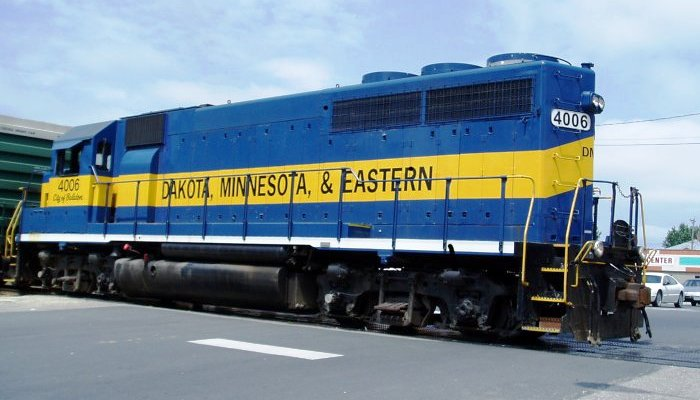
Un GP40 roulant grand capot (long hood) devant.

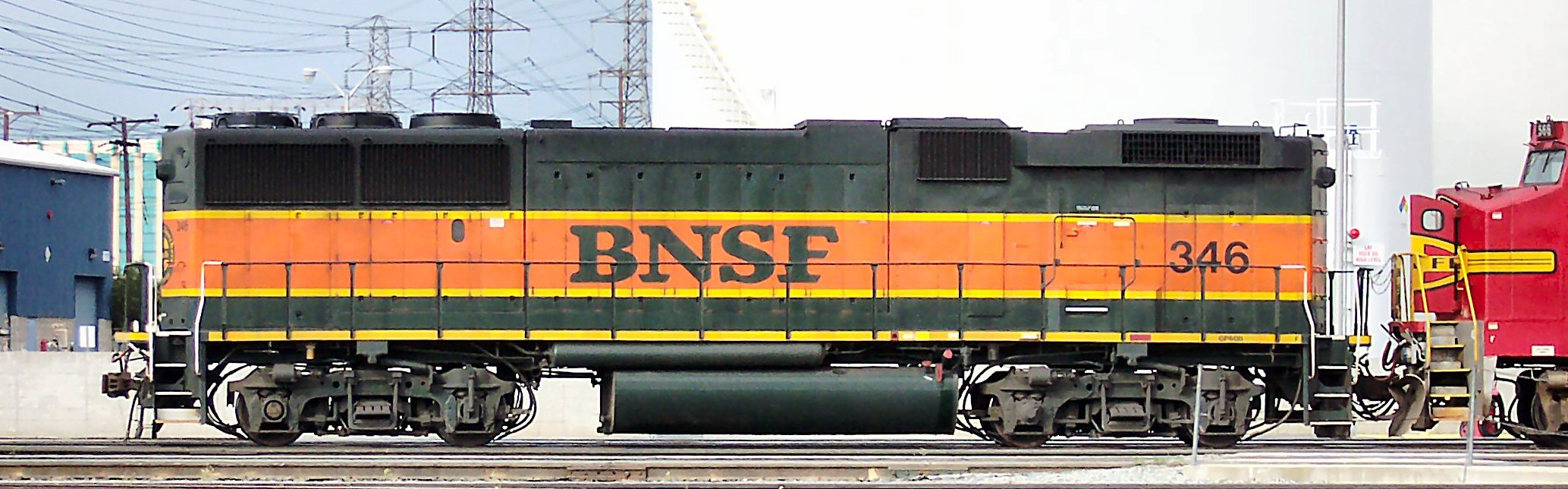
BNSF GP60B #346, une locomotive hood unit sans cabine.

Un hood unit (traduisible par « unité à capot »), dans la terminologie ferroviaire d'Amérique du nord, est un type de dessin de locomotive. Sur une hood unit, le corps de la locomotive est majoritairement plus étroit sur sa largeur totale, avec une plateforme de circulation courant le long de la locomotive. Au contraire, une « cab unit » a l'ensemble de sa largeur occupée par le corps de la locomotive. Une hood unit a suffisamment de visibilité pour être pilotée dans les deux sens depuis une unique cabine. Par ailleurs, le châssis est situé intégralement sous la partie à capot, permettant le démontage intégral de celui-ci (car non structurant) pour la maintenance.